# Lepisosteus
Lepisosteus és un gènere de peixos actinopterigis de l'ordre dels lepisosteiformes.

## Taxonomia
El gènere Lepisosteus inclou quatre espècies:
- Lepisosteus oculatus
- Lepisosteus osseus
- Lepisosteus platostomus
- Lepisosteus platyrhynchus

Tres espècies que en un principi es van classificar dins el gènere Lepisosteus actualment s'assignen al gènere Atractosteus.